# Хлоридный канал 3
Хлоридный канал 3 (англ. chloride channel 3, CLC-3, CLCN3) — мембранный белок-антипортер, из суперсемейства хлоридных каналов.

## Функции
CLC-3 является антипортером и опосредует обмен ионов хлора на ионы водорода. Приводит к закислению эндосом и синаптических везикул и, таким образом, может влиять на транспорт клеточных везикул и экзоцитоз. Может функционировать в нейрональных клетках, регулируя мембранную возбудимость через протеинкиназу C и играет роль в установлении кратковременной памяти. Обеспечивает перенос через мембрану супероксидного аниона.